# Canal de Bashi

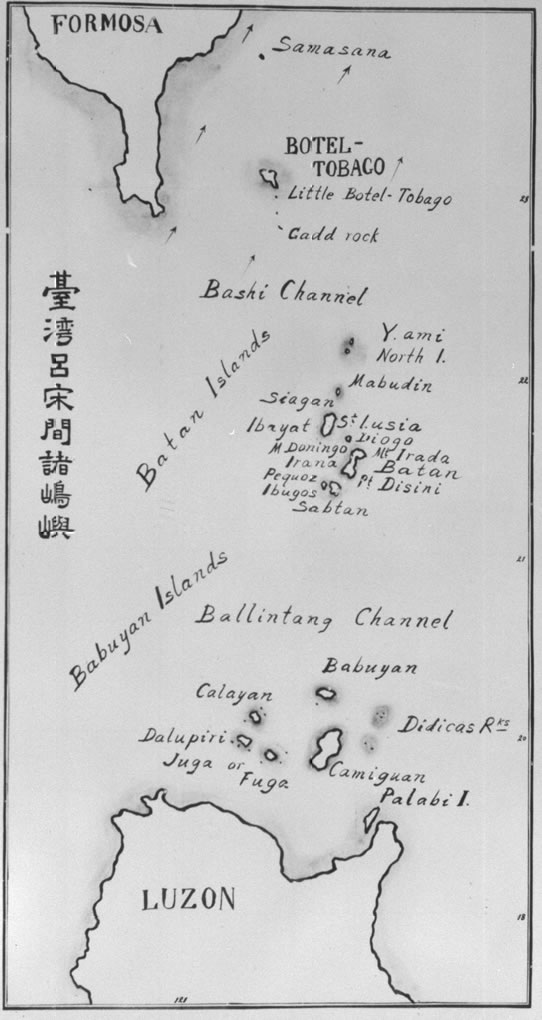
Bashi é o canal a norte do estreito de Luzon

O canal de Bashi (chinês tradicional: 巴士海峽 or 巴士海峡, pinyin: Bāshì hǎixiá) é um canal marítimo entre a ilha Y'Ami (Mavulis) das Filipinas e a ilha das Orquídeas da República da China (Taiwan). Faz parte do estreito de Luzon, no oceano Pacífico. É caracterizado por fortes ventos na época das chuvas, de junho a dezembro.
É um importante local de passagem para operações militares. Tanto Taiwan como as Filipinas disputam o controlo das águas porque ambos os lados afirmam que a região fica a menos de 200 milhas náuticas das respetivas costas. O canal também é importante para a rede de comunicações. Muitos cabos submarinos que permitem o tráfego de dados e linhas telefónicas entre os países asiáticos passam no canal de Bashi. Em dezembro de 2006 houve na região um sismo submarino de magnitude 6,7 que danificou vários cabos em simultâneo, causando problemas de comunicação que duraram semanas.